# 文字
文字（もじ、もんじ、英: writing system）とは、言語を点や線の組合せで単位ごとに記号化するもの。文字と書いて基本的には「もじ」とよむが、「もんじ」ともよむ。

## 概説
文字というのは、言語を、点や線の組合せで、単位（ひとまとまり）ごとに記号化するものである。言葉・言語を伝達し記録するために線や点を使って形作られた記号のこと。言葉・言語を、視覚的に記録したり伝達したりするために、目に見える線（直線や曲線）や点を使って形作られた記号のことである。
世界にはさまざまな文字があり、またさまざまな分類法がある。基本的な分類として、「音」だけを示している「表音文字」と、基本的に「意味」を示している「表意文字」がある。世界全体を見ると、主に表音文字ばかりが使われている地域と、主に表意文字ばかりが使われている地域と、基本的に両者を混合して使っている地域がある。
たとえばヨーロッパの英語やドイツ語やフランス語のアルファベットは表音文字であり（さらに詳しくいうと音素文字であり）、一文字一文字は音素（音の要素。音の一部分。特定の、舌の動き・唇の動き・口の形などで生じる音）を表しており、アルファベットが2〜3文字（やや例外的な場合も含むなら　1〜6文字ほどが）まとまることで音節（発音の小単位）を示している。表音文字の一文字一文字は、あくまで音を表すためのものであり、原則（※）として、意味が全く無い。たとえば英語の「proceed」という言葉に含まれる「p」の一文字だけでは全く意味を持たない。p,r,oと並べることで「pro」という音節になり、「pro」という組み合せになってようやく「前方へ」という意味を持つ。c,e,e,dの4文字の組み合わせで「ceed シード」という音節を示し「進む」という意味を示し、「proceed」7文字全体で、「前に進める。続行する」という意味になる。それに対して中国で使われるようになった漢字は表意文字であり、表意文字はひとつひとつの文字だけでも何らかの意味を表していることが多い。たとえば「明暗」という語は、2つの漢字「明」と「暗」からなるが、「明」一字だけでも意味がある。また「暗」一字だけでも意味がある。そして二文字を組み合わせて「明暗」という一語になっている。中国では主に漢字ばかりが使われる。一方、日本語で使われる文字は、漢字から形を独自に変形させたひらがなやカタカナがあり、漢字のほうは中国語同様に原則的に表意文字であるが、ひらがなやカタカナのほうは「表音文字」（詳しくいうと音節文字）であり、つまり現代日本語のありふれた文書に使われる文字は、表音文字と表意文字の両方を並行して使っている。たとえば現代日本語の「太陽、まぶしいね。」という一文に含まれる「太陽」は表意文字を２文字並べており（「太」および「陽」。二文字で一語（ひと単語）になっている）、「まぶしいね」は表音文字（音節文字）を５文字並べている（「ま」「ぶ」「し」「い」「ね」）。「ひらがな」は、通常の文章ではほとんどの場合、大和言葉の音を表記するのに用いられている。（残りの「、」や「。」は、意味の区切りや、間合い（ひと呼吸の間、短い無音の状態）を示すための記号である。）
（※）なお、漢字もまれに表音文字（純粋な表音文字、あるいは主に音だけを示す文字）として使われることもある。たとえば英語が中国国内に入ってきて、それを外来語として使う場合は、何らかの文字でその発音を表記しなければならない、そして中国では漢字しかないので、漢字を表音文字のように使うことがある。またアルファベットも例外的に一文字で意味を持つことがある。たとえばアルファベットの「a」一文字だけで、英語の文章中では「ひとつの」「一個の」という意味を持ったり、あるいは「れっきとした〜」「まぎれもない〜」という意味になったり、また「A」はアルファベットを列挙する時にはいつも最初（一番目）に挙げられるので、象徴的な意味を持ち、「一番（の存在）」「トップ」「最上のもの」などという意味を持つこともある。
なお英語圏では、アルファベットのような単音文字をレター（英: letter）、それ以外をキャラクター（英: character）と区別することがある。いっぽう今から二千年ほど前に中国の許慎によって書かれた『説文解字』という書では、象形や指事によって作られる具象的な記号を「文」、形声や会意などによって構成される記号を「字」などと解説し、「両者をあわせたものが文字である」などと解説されていた時代があった。だがこれは二千年前の主張にすぎず、たとえ今でもそれを真に受けてしまっている人が一部にいるとしても、現代の学者はこうは考えていない。（#「文字」という単語の語源の解説を参照）。
読み方が分からなくなった文字の解読
文字というのは、一旦その発音のしかた、読み方を知る人がこの世にいなくなってしまうと、解読が困難になってしまう。
古代エジプトの碑文を近代ヨーロッパ人は目にしたものの、何世紀にも渡って発音も意味も分からず、何世紀にも渡り解読が全然できなかったが、たまたま、同一の意味の文章をヒエログリフを含む3言語を並べて彫り込んだロゼッタストーンが発見されたことをきっかけにして、丸い線でぐるりと囲んだ部分は「王の名」が書かれているなどということがわかるようになるなどして、少しづつ解読され、やがてフランスのシャンポリオンが完全に解読することに成功した。
古代エジプトのヒエログリフは、一見すると絵が並んでいて表意文字のように見えるが、実は、基本的にはヨーロッパのアルファベットと同様に「表音文字」である。ただしヒエログリフは、文脈によっては、まれにもとの意味を表す表意文字として使われることもある。
マヤ文字も読み方が分からなくなってしまった時代がとても長く、1970年代まで世界の学者の誰にもほとんど読めず、1980年代ころからようやく解読が進んで、かなり分かってきた。
なお、インダス文字など、世界にはまだ読み方が分かっていない文字がいくつも残っている。最近（2020年代）では、人工知能を未解読文字の解読に役立てようとする動きが出始めている。

### 文字体系と表記体系
文字体系（英: script、書記系、用字系、スクリプトとも）とは、同種の表記に使われるひとまとまりの文字の体系のことを言う。特定の文字体系を指すときは、単に「〜文字」と称することも多い。また、同じ系統や同じ類型に属すると考えられる文字体系のグループを「〜文字体系」ないしは「〜文字」と呼ぶこともある。
一般に、言語と文字体系は一対一に対応しない。アラビア文字、漢字、キリル文字、デーヴァナーガリー、ラテン文字のように、複数の言語で表記に使われる文字体系は多い。逆に一つの言語で複数の文字体系が使われている場合もあり、日本語ではひらがな、カタカナ、漢字の 3 つの文字体系が言語の表記に不可欠なものとなっている。セルビア語やボスニア語等にはラテン文字、キリル文字の 2 通りの表記方法が存在し、このように同一言語に複数の文字体系が存在することをダイグラフィアと呼ぶ。
表記体系（英: writing system、文字体系、書記系、書字系、書字システムとも）とは、ある文字体系に加えて、正書法、句読法や、字体、文字、語句の選択基準などの種々の言語的慣習をも含む文字使用の体系のことを指す。同じ文字体系を用いていても、異なる言語では表記体系に違いが見られることもある。現実には、文字体系と表記体系との区別は曖昧であり、両者はしばしば混用される。
コンピュータによる文字情報処理の分野では、複数の言語を同時に扱う際に、文字体系や表記体系に範をとった概念が用いられる。用字系（英: script、スクリプト、または単に用字とも）は、特定の言語（一般に複数）のために用いるためのひとまとまりの文字や記号を指す。書記系（英: writing system）は、ある用字系（一般に複数）を用いて特定の言語を表記するための規則の集合を指す。

### 字母と書記素
文字体系に含まれる記号の最小単位を字母（文字記号とも）と呼ぶ。字母は文字と一致する場合もあるが、文字体系、言語、民族によっては、文字より小さい単位を字母とみなす場合もあるし、補助的な記号（ダイアクリティカルマークやマトラなど）を字母に含めない場合もある。一方、学術的な用語では、ある文字記号を構成する部分のことを書記素（英: grapheme、文字素、図形素とも）と呼ぶ。表音文字では音声の音素（英: phoneme）、表語文字では意味の意義素（英: sememe）あるいは形態素（英: morpheme）に対比される概念である。何を書記素とみなすかは、研究者によって異なることがある。

### 「文字」と「文字でないもの」の線引き
視覚的なもの、眼に見える要素の少単位というのはさまざまあるが、学術的には、そのなかでもあくまで言語に直接結び付いたものだけを「文字」と分類している。
やや特殊な文字
やや特殊な文字としては次のようなものがある。
- 句読点 : 文字の歴史の比較的初期から、語の間に間隔を空けたり線で区切ったりすることが行われていた。文字体系の発展とともに、語や文の意味の区切りを表すさまざま記号、すなわち句読点（約物とも）が使われるようになった。ただし、句読点をほとんど、あるいはまったく使わないで表記する言語もある。句読点は表記体系ごとに特有であるため、それぞれの文字体系の一部であると考えられることが多い。
- 指文字は、字母を指、手、腕の形で表すものであり、文字体系のひとつである。
- 点字は、視覚障害者が言語の読み書きに使うものであり、音、字母、文字などを紙の点状の盛り上がりの配列で表すものである。基本的に指先で感じ取るものであり、視覚で感じる目的のものではないが、あくまで言語表記のためのものであり、晴眼者の使う文字（墨字）と役割が同じなので、文字と分類されている。

微妙な位置づけのもの
- 絵文字（英: pictogram ピクトグラム）は、意味を表すために描かれた図像ではあるが、言語と直接結びついてはいないので、学者からは「厳密には文字ではない」とされる。だが広い意味では文字に入れる場合もある。つまり分類がゆらぐことがある。ピクトグラムは例えば、西部開拓時代以降のアメリカ先住民で、英語の文章が書けない人が絵文字の手紙をやりとりした例がある。現代では、絵文字はUnicodeに収録され、使いやすくなっているので、人によっては文章の中でまるで単語のように扱っている。たとえば「今日は🚙でピクニックに行きましょう。」のようにである。そして読む際は「今日は車でピクニックに行きましょう」などと声にしている。つまりこの文章中の「🚙」という絵文字は言語の記述に用いられているので、文字に分類したほうがよいだろう、ということにもなり、分類がゆらぐ。

文字ではないもの
- 絵画は、言語の構成要素ではないので、文字ではないと分類されている。絵画も通常「意味」をあらわし、しばしばその「意味」は、説明に数十ページもの文章が必要になるほどの密度になっているが、絵画はいわゆる通常の「言語」の構成要素ではないので、学術的には「文字ではない」と分類するのである。
- 音符は、楽音（音楽の音）を視覚的に示しているものであり、普通の「言語」と結びついているわけではないので、文字ではないと分類されている。なお音符と楽曲の関係は、文字と文章の関係に類似している。またアフリカのトーキングドラムはドラムの音を言葉として使っているので、もしトーキングドラムの音を音符として表現する場合は、その音符の位置づけは曖昧になる。また、言語音楽の教科書や音楽に関する記述では、音符が文字による文章の中に現れることはある。
- 国際音声記号は、あくまで、最初から音声を表すための記号としてつくられた記号であり、通常の「言語」と直接には結びついてはいないので、文字ではないと分類されている。
- 文字コード（文字符号とも）は、字母や書記素のひとつひとつを符号に重複なく対応させたもの、またはその対応のさせかたの取り決めのことであり、文字そのものではない。文字集合（符号化文字集合）と呼ぶこともある。

文字コードによって、電気通信や電子媒体で文字を扱うことができる。符号の順序や組み合わせかたに取り決めを設けることによって、文字体系や表記体系を扱うこともできる。一般に、文字コードは取り決めた文字だけを利用できるようにするもので、あらゆる文字を扱うことはできない。文字コードについては#電気通信、コンピュータと文字の節で見る。

### 字体と書体
字体（じたい）とは、ある図形を文字体系の特定の一文字と認識でき、その他の字ではないと判断しうる範囲のこと。これに対して、文字体系に含まれる特定の文字の、図形としての具体的な形のことを字形（じけい）と言う。
字体の基準は、文字体系や表記体系によって異なる。逆に言うと、異なる文字体系同士でよく似た文字があっても、それらは別の文字と見なされる。一方の文字体系から他方が派生した場合や、双方が共通の祖先を持つ場合には字形・発音ともによく似た文字が現れやすいが、たとえラテン文字の「A」とキリル文字の「А」のように字形・音価ともほとんど同じ場合でも文字としては別の文字である。漢字の「二」と片仮名の「ニ」のように関係があるとも無いとも言い難いものや、片仮名の「ユ」(弓の部分)とハングルの「그」（ㄱ(ꡂの部分)＋ㅡ）のように全くの偶然の一致によるものも、別々の文字体系に属する別の文字である。字体の基準は、言語や時代によっても変化することがある。たとえば漢字で、「吉」の3画めを1画めより長めにするか短めにするかという違いは字体の違いとなることがあるが、現代の日本の常用漢字ではこの違いを区別しない。
文字コード（後述）では、個々の符号が表しうると考えられる字形を抽象して特にグリフ（英: glyph）と呼ぶことがある。
書体（しょたい）とは、ある文字体系で、字体を一貫した特徴と様式を備えた字形として表現したものをいう。漢字の手書き文字での篆書、隷書、楷書、行書、草書や、活字やフォントの明朝体、ゴシック体、ローマン体、セリフ、サンセリフなどは書体である。

## 歴史

### 楔形文字
楔形文字（英: cuneiform）は、現在知られている文字体系で最古のもののひとつである。紀元前3500年頃にメソポタミアで誕生した。粘土板に葦の尖筆を押し当ててできる " くぼみ " を組み合わせて文字とする。尖筆を粘土に押し当てると、ちょうど楔（くさび）のような、長い三角形のくぼみができるので、学術用語の表記言語であるラテン語で（scriptura） cuneiformis（クネイフォルミス） と呼ばれるようになり（ラテン語のcuneus（クネウス）は「くさび」で、formis, forma （フォルマ）は「形、かたち」という意味。つまり「楔形」）、日本語でもそれに倣って楔形文字と呼んでいる。粘土に書いた文字は、粘土が湿って柔らかいうちは簡単に書き直すことができるし、いっぽうで乾かせば書いたものをかなりの期間保存できる。さらに長期の保存が必要な場合や内容の書き換えや改ざんを防止する場合には粘土板を焼いて一種の焼き物にすればよい。現在残っている楔形文字資料の多くは、火災や戦災によって焼かれたものである。
現在までに発見されている楔形文字のうち、初期のものが表記している言語はシュメール語と呼ばれ、シュメール人の言語である。しかし、楔形文字そのものをシュメール人が作ったというたしかな証拠はいまのところ発見されていない。もっとも古いものはウルク文字（古拙文字とも）で、イラク中部のウルク（現ワルカ）遺跡第4層から出土し、紀元前3100-3000年頃のものである。また、少し後の時代のものとしてジャムダド・ナスル（ジェムデド・ナスル）でも同系統の文字を記した粘土板が発見されている。ほとんどは商取引の記録や目録のような経済文書であり、事物や職名、都市名を表す文字とともに数字を記している。また、書記の養成のためと見られる文字リストも発見されている。一方、ジャムダド・ナスルと同時期の文字資料がスーサで出土しているが、これはエラム語の一種を表記したもので、原エラム文字と呼ばれる。
当初の書字方向は上から下の縦書きで、文字はある程度単純化された線画であり、まだ楔形になっていない。紀元前2600年頃から、書字方向が縦書きから横書き（左から右）に変わり、その結果、すべての文字が左に90度回転した。その後、筆画が直線化し、最終的には楔形の組み合わせで文字を表すようになる（#図4を参照）。
| |
| 1: 紀元前3000年頃。2: 紀元前2800年頃。左に90度回転。3: 紀元前2600年頃の碑文。筆画の単純化。4: 粘土板。楔形の特徴が現れる。5: 紀元前第3千年紀後半。6: 紀元前第2千年紀前半。7: 紀元前第1千年紀前半。出典は画像の説明を参照。 |

ウルク文字は、事物そのものを表す表語文字であるが、紀元前2800年頃から、文字を音節を表すものとしても使うようになる。たとえば、「牛」を表す文字を [gu] の音節を表すのに使う。ところが、「糸」を表す文字でも [gu] を表せる。同じ音の語は複数あるから、ある音節を表せる文字も複数ある。これを同音異字性（英: homophony、ホモフォニーとも）と呼ぶ。また、「口」を表す語は [ka] なので、「口」を表す文字は [ka] の音節を表す。ところが、この文字は「叫ぶ」[gù]、「歯」[zú]、「話す」[du] などの語も表すから、それらの音節を表すのにも使う。これを多音性（英: polyphony。ポリフォニーとも）と呼ぶ。同音異字性や多音性は、シュメールの楔形文字を借用した他の楔形文字にも引き継がれる。

シュメール語の楔形文字は、アッカド語（バビロニア語やアッシリア語を含む）の表記に借用された。しかしシュメール語が膠着語であったのに対し、アッカド語は屈折語のセム系言語であった。セム系言語では語根を3子音（ときに4子音）で表すから、ひとつの語を音声表記するのには複数の文字が必要になる。表記を短縮するためにシュメール語の表語文字を併用することもあった。バビロニア人やアッシリア人の楔形文字は、さらにヒッタイト語、フルリ語（ミタンニ語）、ウラルトゥ語（いずれもインドヨーロッパ語族の言語）などの言語の表記に借用された。
シリアのウガリット（ラス・シャムラ）で発見されたウガリト文字は、紀元前14世紀頃の文字体系である。シュメール起源の楔形文字では文字の数が600あまりに達したのに対し、ウガリト文字は字母がわずか30個のアブジャド（子音文字）になっている。字母の一覧を記した資料では、フェニキア文字やヘブライ文字などの伝統的な順序との一致が見られることから、文字体系の組織は他のアブジャドの影響を受けたと考えられている。
また、古代ペルシア楔形文字は、アケメネス朝ペルシアのダレイオス1世が作らせた楔形文字で、36個の開音節文字（子音-母音の組み合わせを表す文字。ただしうち3個は母音のみの文字）を含む。楔形文字の中では最初に解読された文字体系である。これは紀元前4世紀には使われなくなった。
今日では、楔形文字を表記に使う言語はない。現在までに知られているもっとも新しい楔形文字の資料は、紀元後1世紀のシュメール語表語文字によるものである。

### エジプトヒエログリフ系文字
エジプトヒエログリフのうち、発見されている最古の文字資料は紀元前3100年から3000年ころの先王朝時代末期のものである。エジプトヒエログリフでは、古拙期の文字資料というものがほとんど発見されていない。あたかも、整備された文字体系が突然出現したかのようである。研究者の多くは、数世紀先行するメソボタミアの#楔形文字の影響があると考えるが、両者には字母などに明らかな共通点が見られないため、エジプトヒエログリフが借用したのは「文字という着想」（#借用と発展の節を参照）だけで、文字体系の組織は独自に発達したものだと考えている。

#### 概要
初期にはさまざまな媒体に書かれたが、神官書体（後述）が発達すると、もっぱら記念碑や宗教関係の碑文にのみ使われるようになった。ヒエログリフ（英: hieroglyph、聖刻文字とも）という呼び名は、古代ギリシア語のタ・ヒエログリュピカ（神聖な文字）に由来する。文字の多くは表語文字だが、一部の文字を表音文字にも転用しており、表語文字では表しにくい概念や形態素を表記しやすくなっている。
表語文字は時代によって字形が変わったり、新たな事物を表す文字が追加されたりしたので、現在までに同定されているものは6000字以上にのぼるが、各時代に実用された数は700から1000程度である。表音文字は子音のみを表記するので、アブジャドであると言える。一子音の文字が24程度、二子音の文字が100ちかく、三子音の文字が40あまりある。一子音文字はもっぱら表音にのみ使うが、そのほかの表音文字は表語文字として使うこともあるため、複数子音の文字に一子音文字を付加して表音文字として使っていることを明確にすることがある（末尾の子音だけを付加することが多いが、複数の子音を付加することもある）。この手法を音声補充と呼ぶ。日本語の送り仮名や漢字の形声にいくらか似た手法だが、送り仮名の場合とはちがい、品詞に関係なく音声補充できるし、形声とはちがい、表音文字にも音声補充をする（#図5 (a) 参照）。
さらに、語に付加して意味範疇を表す限定符がある。漢字の偏旁に似た働きをするが、独立した文字である。エジプト語はセム系言語と近縁のハム語族に属するため、近縁の概念を表す語は同じ3子音（ときに4子音）からなる語根を共有する。表語文字や表音文字と限定符とを組み合わせて同語根の語を区別し、意味を明確にすることができる。器物の材質のような詳細な意味まで限定符で区別することさえある（#図5 (b) 参照）。
書字方向は比較的自由で、初期には主に縦書き（上から下）、後には主に横書きとなり、ブストロフェドンが行われることも多い。ただし、行内の配列順は審美上の観点から方向を変えることがある。また、王や神などを表す文字はしばしば前のほうに置く。このような現象を字母転移という。
| nfr |

| nfr |

| nfr | r |

| nfr | r |

| nfr | f · r |

| nfr | f · r |

| xpr · r |

| xpr · r |

| Aa1 · p | xpr | r |

| Aa1 · p | xpr | r |

| Y3 | A1 |

| Y3 | A1 |

| Y3 | M40 |

| Y3 | M40 |

| Y5 · n | M40 |

| Y5 · n | M40 |

| Y5 · n | G37 |

| Y5 · n | G37 |

| pr · r | t · N5 |

| pr · r | t · N5 |

| S43 | d | w | A2 |

| S43 | d | w | A2 |

| b | h | A | W · D54 | A1 · Z2 |

| b | h | A | W · D54 | A1 · Z2 |

| M40 |

| M40 |

| G37 |

| G37 |

| N5 |

| N5 |

| A2 |

| A2 |

| sw · t | L2 · t |

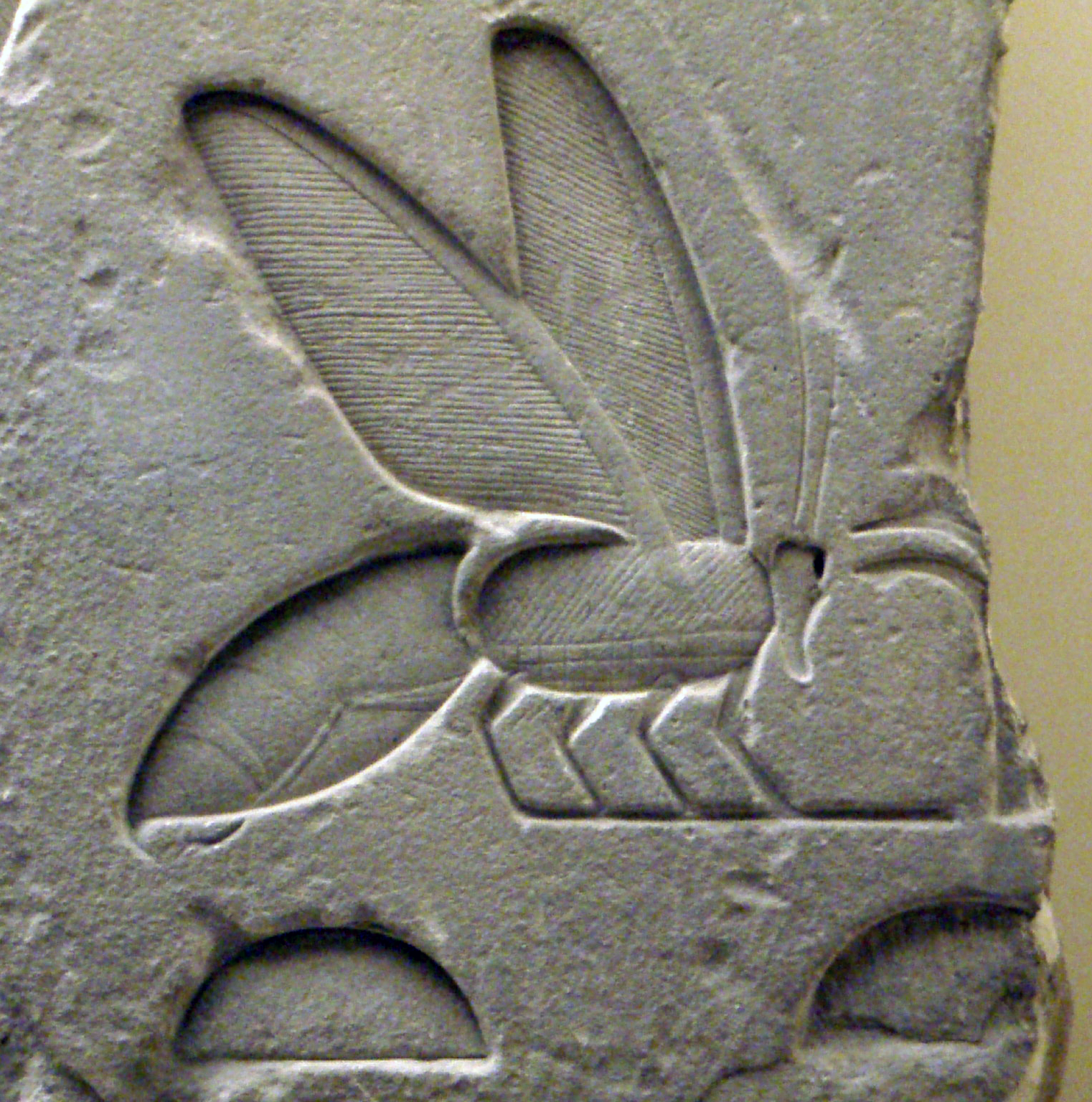
図6 写実的な文字の例
/nswt-bỉty/「上下エジプトの王」という句の一部。図の書字方向は右から左の横書き。出典は画像の説明を参照。

文字はときに、極めて写実的に描かれる（#図6）。ただし、現代の透視図法によるような写実性ではない。たとえば「人」を表す文字では、頭部全体や脚部は横から、眼は正面から描くというように、様々な角度から見た対象の特徴を平面上になるべく忠実に描写しようとする。文字は彩色されることもあるが、色は意味に関係しない。
ヨーロッパでは16世紀から、エジプトヒエログリフの解読の試みが活発になったが、文中の人名などに基づいていくつかの表音文字の音価を決定できたにとどまった。このため、エジプトヒエログリフの大半は象徴的な概念を表現した紋様であり、完全な文字体系ではないとの誤解が生まれた。ヒエログリフが表語文字とともに表音文字としての機能をもち、独自の合理性をもつ文字体系であるということを最初に証明したのは、19世紀のシャンポリオンである。

#### 神官書体と民衆書体
神官書体（ヒエラティックとも）は、ヒエログリフを簡略化して筆記用にしたものだが、その原型となる文字資料はヒエログリフと同じくらい古い。まとまった文章が表れるのは第4王朝時代頃からである。神官書体はおもに行政文書や商業文書に用いられた。パピルスや、石片や陶片（オストラカ）に、筆とインクを使って書かれた。石に彫られることはまれだった。
文字体系の組織はヒエログリフと一致し、神官書体で書いたものをヒエログリフに翻字することもできる。ヒエログリフの筆記体であると言える。はじめは縦書き（上から下）だったが、後に横書き（おもに右から左）に変化する。しかし、文字の向きが変わることはなかった。
その後簡略化がいっそう進み、紀元前第1千年紀前半に、神官書体から民衆書体（デモティックとも）が分化した。民衆書体では続け書きや略体が多用され、ヒエログリフとの間で文字ごとの対応づけをすることはもはや不可能である。紀元前600年ころから、宗教文書以外では完全に神官書体にとって代わった。民衆書体は日常的な文書にも用いられた。神官書体と民衆書体の名は、古代ギリシア語のヒエラティカ（神官の）とデモティカ（民衆の）に由来する。
民衆書体の書字方向は横書き（右から左）である。やはりパピルスやオストラカにインクで書かれたが、プトレマイオス朝時代には、ギリシアから入った葦のペンで書くことが多くなった。このころから、記念碑などの碑文にも使われるようになる。1799年に発見されたロゼッタ・ストーンは、ヒエログリフ、民衆書体、ギリシア文字のギリシア語の 3 種の文字体系で記されている。
今日では、エジプトヒエログリフやその神官書体、民衆書体を表記に使う言語はない。現在までに知られているもっとも新しい資料は、紀元後5世紀の民衆書体によるものである。この後、エジプト語やそれから派生した言語を表記する文字体系はコプト文字だけとなった。

#### 影響を受けた文字体系
原シナイ文字は、シナイ地方の神殿遺跡から発見されたのでこの名がある。少なくとも23の字母を持つ。解読はまだ十分に進んでいないが、字母の半数は、その字形から見て、エジプトヒエログリフからの借用である。つまり、エジプトヒエログリフから借用して生まれた表音文字体系である。類型としてはアブジャドである。
字母の多くが表している事物が原カナン文字やフェニキア文字の字母の呼称と一致することから、フェニキア文字は原シナイ文字から派生したという説がある。この説が正しいとすれば、エジプトヒエログリフは、今日のほとんどの音素文字体系、つまり今日使われている多くの文字体系の祖にあたることになる（次節も参照）。
メロエ文字は、紀元前2世紀に生まれた。古代ヌビアのクシュ王国で、メロエ語を表記するのに用いられた。23個の字母からなり、大部分がエジプトヒエログリフからの借用であると考えられている。ヒエログリフと筆記体があり、ヒエログリフは縦書き（上から下）、筆記体は横書き（左から右）であった。アブギダに似て子音字母に特定の母音が伴っているが、それ以外の母音は独立した字母を書くことで表す。また、一部の子音-母音結合は独自の文字で表記する。
このほか、クレタやヒッタイトで発見されている「ヒエログリフ」と呼ばれる文字体系も、エジプトヒエログリフの影響を受けていると考える研究者もいる。
「文字」の呼び方の変遷や初出
中国では戦国時代までに、文字を意味する語として「書」「文」「名」などが用いられるようになっていたが、これらは文字以外の意味も持っていた。秦の中国統一にともない、秦の語彙「字」が公式に用いられるようになり、漢代に入って文字を表す語として定着した。
いっぽう「文字」という語のたしかな初出は、前漢の司馬遷による『史記』である。これは、紀元前3世紀に始皇帝を顕彰するために建てられた琅邪台刻石碑文の「車同軌、書同文字」（車の軌幅を統一し、書の文字を統一した）を引用したものだが、碑文では韻律を整えるために「文」に「字」字を付加しただけで、当時は「文字」という熟語は使われていなかった。『史記』以降になってはじめて、「文字」という語が「言語を書き記すための記号」の意味で用いられるようになった。

## 分類

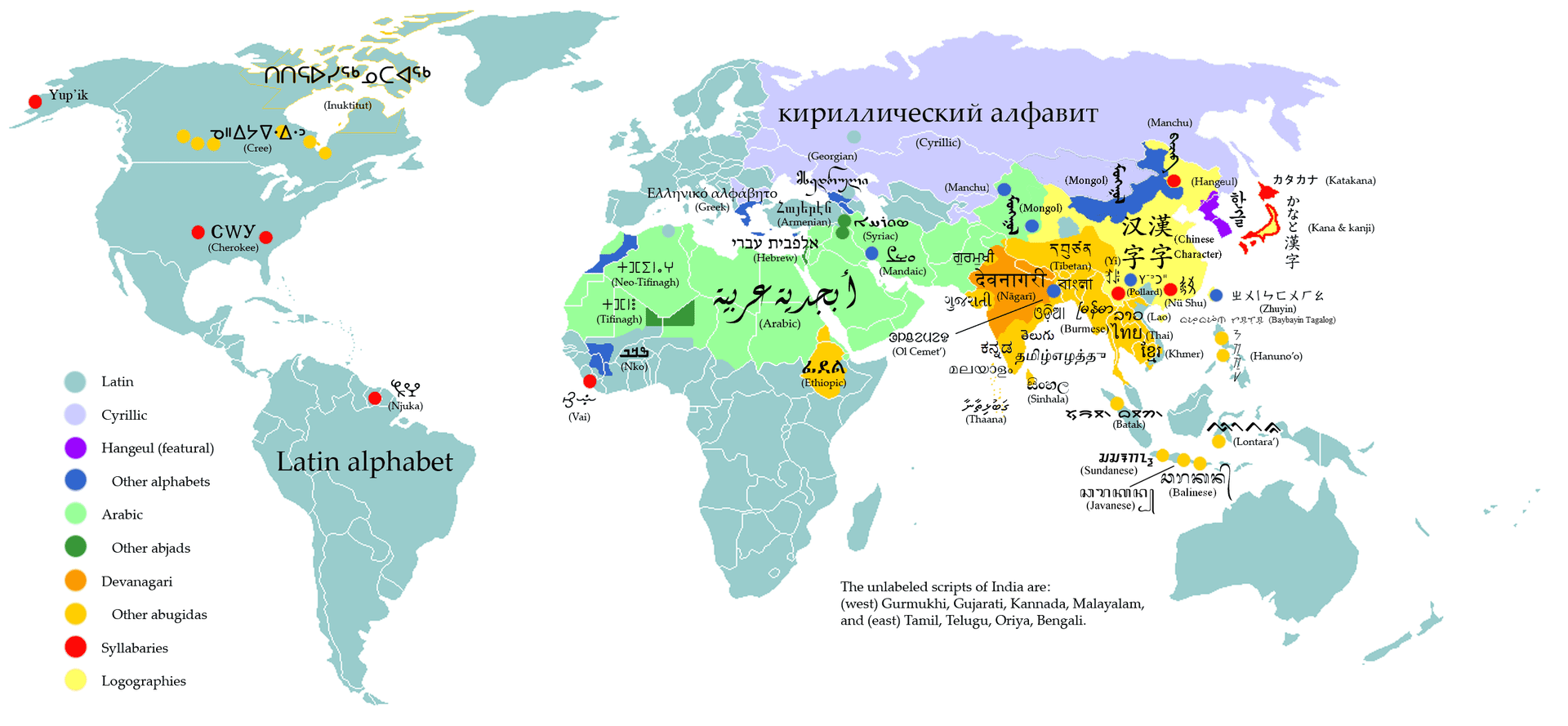
図2 現代の世界における文字体系の分布
アブジャド:
アラビア文字,
その他のアブジャド
アブギダ:
デーヴァナーガリー,
その他のアブギダ
アルファベット:
ラテン文字,
キリル文字,
その他のアルファベット
素性文字:
ハングル
音節文字:
音節文字
表語文字:
漢字

各種の文字体系を分類するために、様々な基準が存在する。つぎのような分類がありうる。
- 類型的な分類。
- 文字体系の系統による分類。
- 表記する言語による分類。
- 使われた時代や、使われる地域による分類。

本節では、類型的な分類について解説する。系統による分類については、#系統の節で見る。言語との関係は文字体系別の言語の一覧を、また時代や地域については各文字体系の解説を参照されたい。文字体系の一覧も参照されたい。
#図1に、ウィキペディア日本語版のカテゴリで用いられる文字体系の類型的分類を示す。また#図2に、世界の文字体系の類型別の分布を示す。

### 総説

#### 研究小史
ヨーロッパ世界では、伝統的に、文字は音声の補助にすぎないという考え方が根強くあった。ソクラテスは、文字に頼ると記憶力が減退し、文字で書かれたものは弁舌よりも説得力が劣ると考えた。後に地中海沿岸世界ではエジプトヒエログリフが忘れられ、ヨーロッパとその周辺ではアルファベットなどの音素文字だけが使われるようになったため、音声を忠実に再現することこそ文字の本質だという考えはいっそう強まった。さらにルソーは、「事物の描写は未開の民族に、語や文章の記号は野蛮な民族に、アルファベットは政府に統治された民族に一致している」と述べ、使用される文字体系の種類が社会の進歩の度合いを反映しているという考えを示した。この3つはピクトグラムや象形文字、表語文字、表音文字に対応している。
18世紀には、さまざまな言語を客観的に比較する姿勢が強まったが、文字の研究は音声学の一分野として行われるにとどまった。このような思潮から、文字は象形文字から音節文字へ、さらには音素を完全に表記できるアルファベットへと発達していくものだと広く信じられるようになり、一時は主流的な考え方にもなった（#図3参照）。
しかし、今日の言語学では、以上のような説は、完全にとはいえないまでも、ほぼ正しくないことがわかっており、当然のこととして、使用する文字体系の種類が社会の進歩の度合いを表すというような見方は完全に否定されている。
また、中華世界では事情が異なっていた。上古にすでに甲骨文が見られるが、これは卜占による神意を伝えるものであった。封建制が成立した後も、文字使用の独占は権力の源泉となった。周王朝の滅亡によって文字の技術は独占を脱し、文字の使用は広まったが、表語文字（後述）としての漢字の能力は、多くの方言や言語を横断する共通の意志疎通手段として、中華世界の一体性を維持することにつながった。さらに、華夷秩序の拡大に伴い、周縁社会にとっては、漢字は文明の中心地から先進文化を受け入れ、その権威に与るための手段となった。その間、中原にはさまざまな民族が侵入し、多くの王朝が交代したが、漢字は使われ続けた。
中国語は1音節が1形態素に対応する孤立語であり、漢字はその形態素を書き表したので、文字がすなわち言語であった。そのため言語学は発達を見ず、代わりに文字を手がかりに古えの文献を読み解く訓詁の学が発展した。個々の文字は「形音義（字形、発音、意味）」の3要素によって分類考証されるようになった。
20世紀に入ると文化人類学や構造主義言語学が起こり、人間の諸活動のうち文字の使用についても通時的側面とともに共時的側面からも検討する方法論が主流となった。また考古学の発展もあって、文字の発達や分化の理論も修正された。

#### 表音と表意・表語
伝統的によく用いられる文字体系の分類法に、「表音文字　と　表意文字」に大別するものがある。たとえば、フェルディナン・ド・ソシュールの『一般言語学講義』でも表音文字と表意文字に大別している。
表音文字（ひょうおんもじ、英: phonogram）は、意味を示さず、あくまで音（発音）を示している。原則的に、意味を示してはいない。ただし「表音文字は必ず発音をすべて表記しているか？」と問うと、そういうわけではない。また完全に正確に表記しているか？というと、必ずしもそうではない。形態素が連接する際の渡り音は表記に反映しないのが普通だし、音韻の交替を反映しないこともしばしばある。たとえば、現代朝鮮語の正書法ではハングルの表記で形態主義をとり、発音の上では子音の交替が起こっていても語幹の表記を変化させない。このことによって、文中の形態素を識別しやすくしている。それぞれの語の綴りも、発音を忠実に表しているとはかぎらない。現代英語の enough、night、thought の gh のように、異なる発音を表す（あるいは発音しない）場合がある。言語において、その発音は時代を経ると音韻変化によって変わっていくが、文字の表記は変化しにくいためである。タイ語のタンマサート ธรรมศาสตร์ はサンスクリット語のダルマシャーストラ dharmaśāstra に由来するが、原語の発音を綴りの中に保存している。日本語の現代仮名遣いで、助詞の は、へ、を のみにはかつての表記を残しているのも似た現象である。このように発音と一致しない綴りが保持されるのは、形態素同士が発音だけでは区別できなくなる不便を補うためだと考えられている。
表意文字（ひょういもじ、英: ideogram）は、意味（概念）を示している文字である。表意文字の代表例にシュメール文字がある。アラビア数字の1,2,3...なども「1」「2」「3」...という数概念を示しており、表意文字である。なお（各言語の中の）表意文字は、一般的に概念と同時に音（各言語ごと異なった音、ではあるが）も表していることが一般的である。ただし、具体的な言語の種類で対応する「音」が異なってしまっている。たとえば「1」は英語では「one ワン」だが、日本語では「いち」や「ひと」である。その意味で、やはり表意文字の、基本的で一番重要な機能は意味（概念）を示すことであり、その意味でやはり「表意文字」と呼ばれるのが適切だということになる（つまり表意文字は、あくまで意味を示すために使われており、特定の固定された音を示すための文字ではない。人は表意文字を見て「音」を思い出すとしても、実際には母語が異なれば想起する音は異なっているわけであり、各言語の話者が対応するその言語の語彙を想起しているわけである。なお、日本人は表意文字の例としてすぐに漢字を（本当は代表例ではないのに、あたかも代表例のように）挙げてしまうが、中国語の文章の表記に使われる漢字は語や形態素などにも対応しており、その結果ひとつひとつの形態素の発音をも表しているのだから、表意文字に分類するのは適切ではないと指摘されている。したがって近年では学術的には、中国語の文章の表記に使われている状態では「漢字は表語文字」と分類される。漢字はつきつめれば結局、個々の使用例ごとに、細かく分類せざるを得ない。また日本語の文章中の漢字は、また別の話となる。）
表語文字（ひょうごもじ、英: logogram）は、文章中の語や形態素を表すと同時にその発音も表す文字、という分類である。アンドレ・マルティネは、人間の言語が二重分節されている、と説明した。つまり、言語の文はまず一連の単位（形態素）に分節され（第1次分節）、次にそれぞれの単位が一連の音（音節や音素）に分節される（第2次分節）、と説明した。言語が持つこの性質によって、限られた数の音素や音節から無数の語をつくり出すことができ、それらを規則的に組み合わせて無数の事実を表現することが可能になる、と説明したのである。もしこの説明法を採用するなら、表語文字と表音文字は、それぞれ、第1次分節と第2次分節のレベルを文字として、言語を表記するものと言える。
なお「表音性」や「表語性」という性質は、程度の差はあるがどの文字体系にも備わっており、相対的な基準であると論ずる研究者もいる。
本項目では文字体系を、伝統的な分類法である「表音文字と表意文字」という分類法も尊重しつつ、現代の学術的な表語文字という分類法も説明してゆく。表音文字や表意文字については、それぞれのサブカテゴリ（細分化された分類）も紹介してゆく。

#### 表音文字と字形の間の関係性の有無
表音文字は、さまざまなタイプがある。一方は、表す音素や音節ごとに別の字形になっているタイプである。たとえばヒエログリフは、碑文の普通の文章中で使われている場合、ほとんどが表音文字として使われているが、こうしたヒエログリフは、もともと具象物（たとえば口（くち）、フクロウ、ヘビなど）を示すために使われた象形文字を転用して音素（たとえば「m」「t」など）だけを表すことに用いたものである。ヒエログリフの場合、字形とそれらが表す発音との間には関連がない。しかし他方、文字や字母の字形と、発音との関係に規則的な関連がある表音文字体系もある。このタイプの表音文字は素性文字（英: featural alphabet）とも呼ばれる。こういった文字体系の多くは計画的につくり出されたものである。
ハングルは一見漢字を連想させる字形だが、ひとつひとつの文字は子音と母音の字母（자모、チャモ）を規則的に組み合わせて音節を表す純粋な表音文字である。同じ調音位置の子音字母は似た形をしており、朝鮮語に特有の平音、濃音、激音の対立を字母を変形することによって表している。母音の字母の形も朝鮮語特有の陽母音と陰母音の対立や母音調和法則に即した規則性を持つ（詳細はハングルの項を参照）。
テングワールは、トールキンが架空の中つ国で使われている文字体系として作り出したものだが、やはり子音の字形は調音位置や調音形式に対応した規則性を持つ（詳細はテングワールの項を参照）。
ただし、これらの文字体系のうち、それぞれの文字が音節ごとに表記されるものは、文字の構成要素である字母を単独で書き表すことは原則としてない（たとえばハングルでは、学習などの目的以外に、単独の字母で音素を表記することはない）。したがって、本項目ではこの分類は採らず、ひとつひとつの字母や書記素ではなく文字が音素と音節のどちらを表記するかによって、表音文字を音素文字（英: segmental script）と音節文字（英: syllabary）に区分するにとどめる。
いっぽう、アラビア文字やモンゴル文字のように、語内の字母の位置（独立、語頭、語中、語尾）によって字母の姿形が変化する文字体系もある。字母が連結して書かれる文字体系に見られる特徴であるが、同じ文字体系でも言語や表記体系が異なる場合に連結規則が異なる場合が見られる。このような文字体系の場合、字母が位置によって姿形を変えるとみなされるが、字母の字形の類似と発音の類似に関連性が見られるとはかぎらない。

### 音素文字
音素文字（英: segmental script、単音文字とも）とは、表音文字のうち、ひとつひとつの字母でひとつひとつの音素を表す文字体系（例外的に複数の音素を表す文字を持つ場合もある）。アルファベット（英: alphabet）と総称されることもある。
en:Peter T. Daniels は音素文字をさらに細分し、アブジャド、アブギダ、アルファベットに分類した。
かつてアブギダは、音節文字とアルファベットの中間に位置付けられ、しばしば音節文字に分類されたが、今日では、アブギダとアルファベットは、多くの場合アブジャドからそれぞれ別個に発達したものだと考えられている。
音素文字に含まれる字母の数は、表記する言語の音素数に照応しているため、少なくて20程度、多くても50程度までである。

#### アブジャド
アブジャド（英: abjad）とは、語の子音のみを字母として綴る文字体系である（母音は原則として表記しないが、初学者向けにはダイアクリティカルマークで母音を表記する場合もある）。子音文字または単子音文字（英: consonantary）とも呼ばれる。
アブジャドに属する文字体系には、アラビア文字、アラム文字（消滅）、ヘブライ文字、ペルシア文字などがある。現在までに知られているアブジャドはすべて、セム系言語を表記するために発達したと考えられている。
学術用語としてのアブジャドは、Daniels の創案になるものである。この語はアラビア文字の伝統的な順序の最初の4文字に由来し、平仮名の「いろは」がそうであるように、アラビア文字を意味する語として古くから用いられていた。アラビア文字記数法も参照。

#### アブギダ
アブギダ（英: abugida）とは、子音の字母に特定の母音（随伴母音と呼ばれる。しばしば a 音だがそうでない場合もある）が結びついているため、単独の子音字母が随伴母音つきの子音をあらわす文字体系のことである。随伴母音以外の母音は、ダイアクリティカルマークを付加するなどのきまった表記規則によって表す。
アブギダは、ブラーフミー系文字に属する数百の文字体系を含むため、現在世界で使用されている文字体系のおよそ半数は、アブギダであることになる。ほかにアブギダに属する文字体系としては、カローシュティー文字（消滅）、現代のエチオピア文字（かつてはアブジャドだったがアブギダに変化した）、カナダ先住民文字の一種のクリー文字（ただし正書法の違いから真正のアブギダとは言えない場合もある）などがある。
アブギダという用語もアブジャドと同様で、Daniels の創作である。エチオピア文字のセム系文字で一般的な順序での、最初の 4 文字の読みからきている。

#### アルファベット
アルファベット（英: alphabet）とは、すべての母音と子音を、各々独立した字母で表記する文字体系のことである。
アルファベットは、ラテン文字やキリル文字のように多くの言語の表記に用いられる文字体系を含むため、現在世界で使用されている言語のうち文字を持つものの大半は、アルファベットで表記されていることになる。
ほかにアルファベットに属する文字体系としては、アヴェスター文字（消滅）、アルメニア文字、エトルリア文字（消滅）、グラゴル文字（古代教会スラブ語の表記に用いられる）、グルジア文字、イラクのクルド語で使われるアラビア文字（もともとアブジャドだが母音符号を必ず表記するためアルファベットと言える）、ゴート文字（消滅）、コプト文字（現代の使用はまれ）、フレイザー文字、満洲文字、蒙古文字、オル・チキ文字（20世紀に誕生）などがある。

### 音節文字
音節文字とは、表音文字のうち、ひとつの文字でひとつの音節を表し、音素に分解して表記しない文字体系のことである。
音節文字に属する文字体系には、彝文字（ロロ文字）の音節文字、ヴァイ文字、キプロス音節文字（消滅）、線文字B（消滅）、チェロキー文字、女書、ハングル、平仮名と片仮名、などがある。
表音文字では多くの場合、文字の字形とそれが表す音との対応に規則性はない。したがって音節文字では、表記する言語で弁別される音節の数だけ異なる文字がある。そのため、文字の数は百から数百程度である。平仮名と片仮名はその下限に近く、基本的な文字の数は48（現代語で使用しないゐ/ヰとゑ/ヱを含む）である。ほぼ上限と考えられるのは涼山規範彝文で、音節の声調の違いも異なる文字で表すため、文字の数は800以上に上る。なおハングルは、#字形の規則性の節で述べたとおり字形と発音の関係に規則性があるため、論理的に可能な文字の数は1万を超える。

### 表語文字
ひとつの文字がひとつの語あるいは形態素を表す文字体系のことを表語文字（英: logogram）と呼ぶ。中国語では、ひとつの音節がひとつの形態素を表し、漢字はひとつひとつの文字が形態素を表している（わずかな例外はある）。したがって、漢字は完全な表語文字としては代表的なものである。表意文字とのちがいについては#表音と表意・表語の節を参照。
表語文字に属する文字体系には、アナトリア文字（消滅）、エジプトヒエログリフ（消滅）、漢字、契丹文字の一部（消滅）、楔形文字の一部（消滅）、古彝文字（現代では使われない）、古壮字（現代では使われない）、女真文字（消滅）、西夏文字（消滅）、チュノム（現代語の表記には使われない）、トンパ文字、マヤ文字（滅亡）、などがある。
表語文字体系のなかには、表音用の文字も持っていて、表語用の文字と表音用の文字とを組み合わせて語の意味と発音の両方を表そうとするものもある。また、複数の文字を並べてより複雑な意味を表そうとするものもある。エジプトヒエログリフやトンパ文字などがこれにあたる。いっぽう、漢字やそれに影響を受けた表語文字体系では、この方法を会意や形声といった手法に発展させたため、言語の語や形態素のひとつひとつを文字で表すことができるようになった（詳細は六書およびその関連項目を参照）。後者のように、すべての文字が形態素とその発音の音節を表す文字体系を、特にロゴシラバリー（英: logosyllabary）と呼ぶ研究者もいる。
表語文字の特徴として、文字体系に含まれる文字の総数を確定しがたいということがある。たとえば、漢字はその誕生以来文字数を増やしつづけてきたし、今日でも新しい文字が生まれ続けている（#表1参照）。また近年は、漢字をコンピュータで利用するための文字コード（符号化文字集合）の編纂がたびたび行われ、そのための典拠調査を行うたびに収録漢字数は増加している。

## 系統

### 総説

#### 淵源
「文字は、当初ピクトグラム（絵文字）から発達した象形文字であった」という仮説が有力である。しかし、ピクトグラムから象形文字への移行を裏付ける証拠はほとんど発見されていない。
一方、デニス・シュマント＝ベッセラは、中東一帯の遺跡から発見される粘土製証票（トークン）が文字の起源となったと主張する。商取引の際、商品ごとに形の異なるトークンを用い、トークンの数で取り引き数を表す。取り引きごとのトークンをまとめて中空の粘土の玉（封球）に納めたり、紐で綴って両端を粘土の塊（ブッラ）で封印することで、取り引きの証明とした。後に封球やブッラの表面に、トークンの形と数を印すようになった。つまり、商品をトークンで表し、さらにトークンとその数を記号で象徴するようになった。これが文字の（少なくとも、この地域でその後使われるようになった楔形文字体系の）起源であるとする説である。
しかし、この説への批判も多く、現在の主流の見解では、トークンは文字の誕生の一要因であったが、トークンのみですべてを説明することはできないとされている。
また、文字が単一の起源から発生したのか、それとも地球上の複数の地域で独立に文字が誕生したのかについては、学者らの見解は一致していない。

#### 借用と発展
現在までに発見されている文字体系は、あまり多くないいくつかの系統に分類できる。つまり、現在知られる文字体系のほとんどは、ほかの文字体系を借用し、発展させて成立したことがわかっている。借用はさまざまなレベルで行われるが、それぞれの系統には#分類の節で述べたさまざまな類型に属する文字体系が現れる。また、個々の文字体系の中でも、さまざまな造字手法を発展させてきた。
文字という着想
事実や意志の伝達を目的とし、耐久性のある媒体に記され、言語と関係した記号の体系、という着想。これには、一定の種類の記号だけを使うことも含まれる。この着想は単一の起源を持つと考える研究者もいるが、作業仮説の域を出ない。現在でも、この着想に基づいて計画的に文字体系をつくり出そうとする試みは多い。
書記媒体
書記媒体（粘土に楔形の記号を記す、布や紙に墨と筆で書く、など）を借用して、異なる文字体系を表記するのに用いた例は歴史上多い。
線条性
線条的に書くという方式の発展。初期の表語文字には記号の順序からは読む順序が判然としないものがあるが、後の文字体系では、区切り記号を導入して文を語に分析して順番に表記したり、文字や字母を単位として線条的に表記することが一般化した。
書字方向
かつては、ある行から次の行へ移ると書字方向を反転させて書き進めることがしばしば行われた。これをブストロフェドン（希: βουστροφηδόν、牛耕式とも）と呼ぶ。文字の需要が増大してより速く大量に書くことが求められるようになるにつれ、各行を一定方向に書くことが増えるが、右から左へ、左から右へ、上から下へなどのどの書字方向を選ぶかは、文字体系によって異なる。借用の際に書字方向を変更したため、文字の図形を反転（左右の変更の場合）したり、90度回転（左右と上下の変更の場合）した例もある。
会意と形声
表語文字では、複数の記号を組み合わせてより複雑な意味を表す手法が発展した。たとえばエジプトヒエログリフで、「書く」を意味する文字と「人」を意味する文字を組み合わせて
| Y3 | A1 |

| Y3 | A1 |（書記）を表す。「人」の文字はこの語の発音とは何の関係もない。このように、意味範疇を限定するための記号を限定符（英: determinitive、決定詞、漢字では義符とも）と呼ぶ。また、限定符に発音を表す文字（音符、漢字では声符とも）を付加して表したい語を特定することもある。エジプトヒエログリフの場合、明確さを向上させるために複数の限定符や音符を付加することもある。漢字ではこの手法はより体系化されており、それぞれ会意および形声と呼ばれている。
音の借用
表語文字から特定の文字をいくつか借用して、その文字の表す意味から類推される発音を表すものとして使う。つまり、表語文字を借用して表音文字として使うのである。たいてい、元の語は1音節ないしは複数の音節で発音されるので、借用の際には語頭の子音や音節だけを表すものとみなす。これを頭音法（英: acrophony。頭字法とも）と呼ぶ。たとえば、エジプトヒエログリフでは、「脚」を表す文字
| b |

| b |（発音は b）を[b]の音を表すのにも使うし、万葉仮名や平仮名では、漢字の「安」を「あ」の音を表す文字に転用している。
すでにある言語で使われている表音文字を借用して、別の言語を表記するものとする例は非常に多い。この場合、元の文字体系では表せない発音があったり、借用先の言語にはない発音を表す文字があったりする。そこで、似た発音の字母を変形したり、識別記号（ダイアクリティカルマークなど）を付加したりして文字体系を拡張する。たとえば、ラテン文字のCは当初[k]と[g]の音両方を表したが、後に2つの音が区別されるようになったため、Cに鈎を付けてGとした。場合によっては、必要ない字母をまったく別の音の表記に転用することもある。フェニキア文字は子音のみを表記するアブジャドだったが、ギリシア語表記に借用された際にギリシア語表記に必要のない字母が母音の表記に転用され、アルファベットとなった。このような事情から、文字体系の字形が似通っていても個々の文字の表す発音は大きく異なることがある。
意味の借用
表語文字の文字はひとつひとつが言語の語に対応しているので、文字を借用して自分たちの言語の語を表すものとする。つまり、文字を書いてその意味を固有語の発音で読むことにする。日本語の訓読みはこの代表的な例である。かつて朝鮮語でもこの方法が行われたことがある。ごくまれに、表音文字でもこのような借用が見られる。

### 漢字圏の文字体系
- 亀甲獣骨文字
- 巴蜀文字（巴蜀図形文字）
  - インダス文字との関連も指摘されている。

#### 影響を受けた文字体系
契丹文字、古壮字、女真文字、西夏文字、チュノムは漢字の影響を受けて生まれたと考えられているが、現在は中国のジン族の人が使用している。
- 契丹文字
- 古壮字
- 女真文字
- 西夏文字
- チュノムとチュハン
- 万葉仮名、平仮名と片仮名

### メソアメリカの文字体系
- カスカハルの石塊
- サポテカ文字
- ラ・モハラの文字（エピ・オルメカ文字、地峡文字）
- アバフ・タカリク、カミナルフユの文字 --- イサパ
- マヤ文字
- アステカ文字
- ミシュテカ文字

### 複数の文字体系から影響を受けた文字体系
新たな文字体系が成立するときに、複数の文字体系を取り入れることはしばしばある。また、別の系統に分かれた同時代の文字体系同士が、影響を与えあって発展していくこともある。本節では、複数の文字体系から影響を受けたことが特にはっきりしているものを取り上げて解説する。
- ターナ文字
- ハングル
- ロヴァーシュ文字

### 近代以降に創出された文字体系
- チェロキー文字
- ヴァイ文字
- カナダ先住民文字
- ポラード文字
- ンコ文字
- オルチキ文字

### 未解読または系統未詳の文字体系
彝文字

インダス文字

トンパ文字
中国の少数民族であるナシ族の間に伝わる文字体系で、経典などの表記に用いられる。抽象化の進んだ表語文字に属する文字と、絵画的でピクトグラムから象形文字の段階に入ったばかりと思われる文字の両方を持つが、その起源についてはまだ十分な研究がない。
ファイストスの円盤の文字

ラパヌイ文字（ロンゴロンゴ文字）
イースター島（ラパヌイ島）に伝わる石板に見られる、文字体系の可能性がある記号の体系である。一部の研究者は、決まり文句を記すためだけに使用されたピクトグラムの一種で、文字体系ではないと主張している。基本的な字母の数が120個ほどであることから、音素文字である可能性は低い。現在残る文字資料から知られている書字方向は、下から上へ行が進む横書きのブストロフェドンという特異なものである。